# Station Chemin d'Antony
Station Chemin d'Antony is een spoorwegstation aan de spoorlijn Choisy-le-Roi - Massy-Verrières. Het ligt in de Franse gemeente Antony in het departement Hauts-de-Seine (Île-de-France).

## Geschiedenis
Het station is op 25 september 1977 geopend. Op 26 september 1979 werd het station een deel van de RER C.

## Ligging
Het station ligt op kilometerpunt 21,268 van de spoorlijn Choisy-le-Roi - Massy-Verrières.

## Diensten
Het station wordt aangedaan door treinen van de RER C tussen Pontoise en Massy-Palaiseau. Sommige treinen hebben in plaats van Pontoise Montigny - Beauchamp als eindpunt, in verband met capaciteitsproblemen.

## Vorig en volgend station
| Richting    | Vorig station           | Lijn  | Volgend station   | Richting           |
| ----------- | ----------------------- | ----- | ----------------- | ------------------ |
| Pontoise C1 | Rungis - La Fraternelle | RER C | Massy - Verrières | Massy-Palaiseau C2 |